# Ascanio Filomarino
Ascanio Filomarino (Chianche, 1583 – Napoli, 3 novembre 1666) è stato un cardinale italiano.
Fu arcivescovo di Napoli dal 1641 al 1666, periodo caratterizzato principalmente dalla rivolta di Masaniello, dalla conseguente proclamazione della Real Repubblica Napoletana nel 1647, e dalla devastante peste del 1656.

## Biografia

### Carriera ecclesiastica
Filomarino nacque a Chianche, un borgo del Principato Ultra, nel Regno di Napoli (attualmente in provincia di Avellino), nella nobile famiglia dei Filomarino, duchi della Torre, primo dei cinque figli di Claudio Filomarino e Porzia di Leonessa. In gioventù studiò lettere e diritto, e più tardi ottenne un dottorato in legge a Benevento. Imparentato con il cardinale Ladislao d'Aquino, fu nominato da papa Urbano VIII, cameriere segreto partecipante e canonico della Basilica di Santa Maria Maggiore. In seguito diventò maestro di camera del cardinal nepote Antonio Barberini, curando i rapporti diplomatici della Santa Sede con Francia e Spagna.
Fu abate dell'Abbazia di Santa Maria Maddalena in Armillis in Sant'Egidio del Monte Albino fino al 1634.
Il 16 dicembre 1641 fu proclamato cardinale e nominato arcivescovo di Napoli. La consacrazione episcopale fu celebrata dal cardinale Barberini il 29 gennaio 1642 nella Cappella Sistina. Il 10 febbraio ricevette il titolo cardinalizio di Santa Maria in Ara Coeli. Partecipò ai conclavi del 1644 e del 1655.
Anche due fratelli minori intrapresero la carriera ecclesiastica: Gennaro Filomarino divenne vescovo di Calvi, mentre Francesco Maria Filomarino si fece frate cappuccino e divenne priore della Basilica del Carmine.

### Ruolo nella rivolta del luglio 1647
A causa della sua opposizione all'eccessivo numero di gabelle imposte al Regno di Napoli, nel periodo in cui la Spagna era impegnata nella guerra dei trent'anni, si inimicò il viceré Ramiro Núñez de Guzmán, che si adoperò inutilmente per ottenerne l'espulsione dalla città. L'atteggiamento tenuto in questa ed in altre occasioni gli procurò la simpatia del popolo napoletano, che oppresso dal governo vicereale spagnolo, trovò spesso in lui un benevolo protettore.
Nel 1647, preoccupato dal malcontento popolare causato dall'imposizione di una gravosa gabella sulla frutta, si recò insieme al cardinale Trivulzio, appena nominato viceré di Sicilia, dal viceré di Napoli Rodrigo Ponce de León duca d'Arcos, per fare in modo che scongiurasse il rischio di una rivolta. Il duca non ascoltò i consigli dei due porporati, e durante la violenta sommossa scatenata il 7 luglio da Masaniello e don Giulio Genoino, Palazzo Reale fu assediato dai popolani.
Nei giorni che seguirono, il cardinale Filomarino tenne costantemente informato papa Innocenzo X sugli sviluppi della ribellione, scrivendo sette lettere nel periodo tra l'8 luglio ed il 26 agosto. Le lettere costituiscono, per la ricchezza di particolari, e per il coinvolgimento diretto del cardinale nelle vicende della rivolta, una fonte storica di grande importanza. Colpisce in particolare l'atteggiamento verso Masaniello: di aperto sostegno quando il capopopolo era all'apice del potere, e di dura condanna quando poi cadde in disgrazia e fu ucciso.

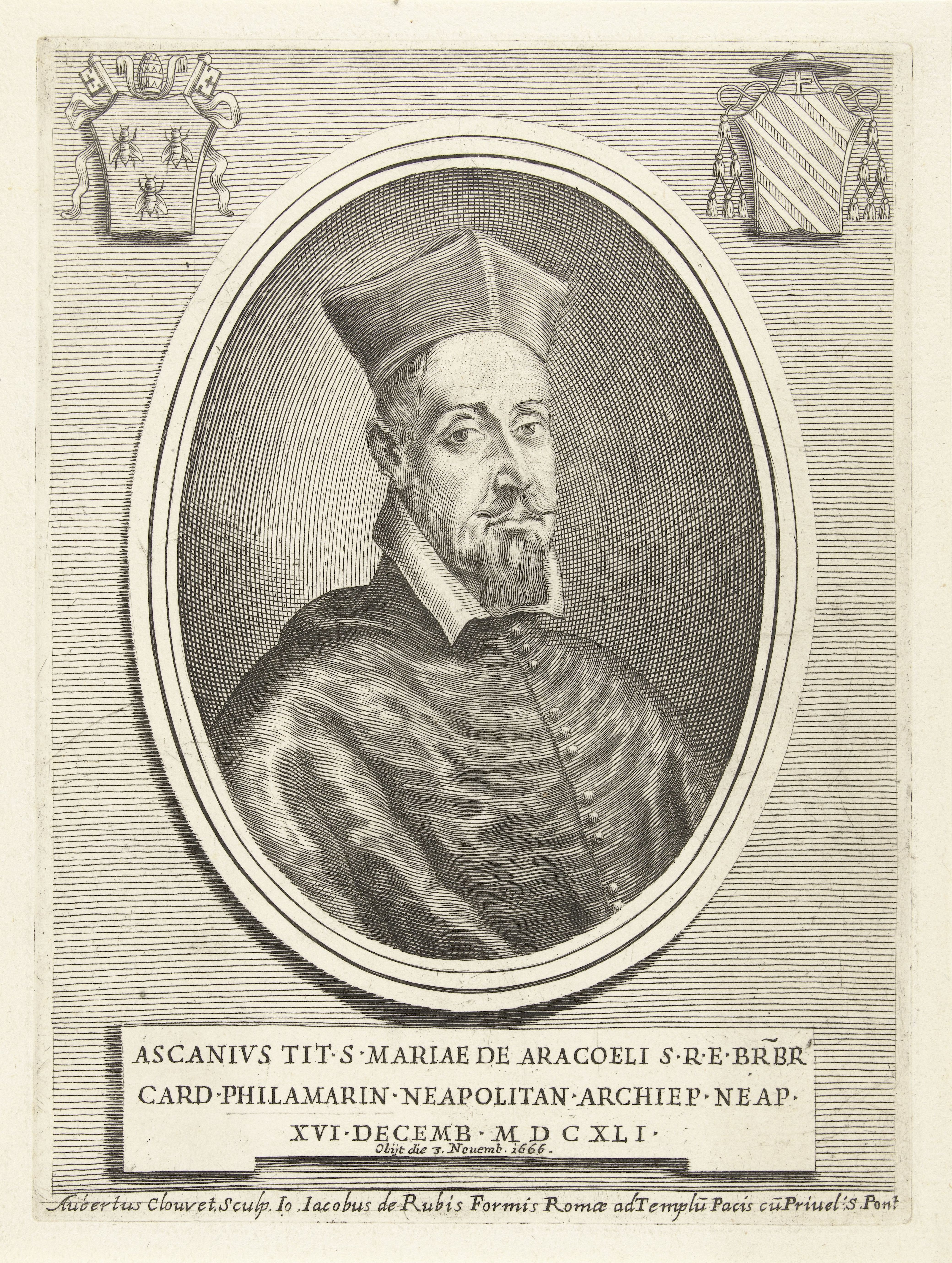
Il cardinale Filomarino

Il 7 luglio, proprio nel momento in cui i lazzari stavano assaltando il palazzo del viceré, giunse per caso la carrozza del cardinale. Il religioso mostrò subito benevolenza e simpatia verso le rivendicazioni che animavano i rivoltosi, schierandosi apertamente dalla loro parte. Accolto dalle urla festanti dei popolani, si offrì di intercedere presso il viceré per ottenere l'abolizione della gabella sulla frutta. Riguardo al suo appoggio ai rivoltosi, scrisse al papa:
Entrato nel palazzo scoprì che il viceré si era rifugiato nel convento di San Luigi, e gli mandò un messaggero. Attraverso il marchese di Torrecuso, ottenne un documento con cui il duca d'Arcos prometteva l'abolizione di tutte le gabelle. Dopo questo successo, i popolani si fecero più audaci ed iniziarono a chiedere il riconoscimento del cosiddetto privilegio di Carlo V, antico documento che secondo il disegno rivoluzionario del giurista Genoino, avrebbe dovuto sancire una maggiore equità di trattamento tra la nobiltà e la plebe. Dopo lunghe trattative, rese inutili dalla consegna di documenti falsi da parte del duca di Maddaloni e del principe di Roccella, il cardinale fu implorato dal duca d'Arcos, di recarsi a Castel Nuovo, dove il viceré si era barricato, per negoziare la concessione del privilegio. Il 9 luglio gli fu finalmente consegnata una copia autentica del documento, e la portò nella Basilica del Carmine a Masaniello e Genoino. Si adoperò tutta la notte con i rivoltosi all'interno della Basilica per perfezionare i capitoli del privilegio, riuscendo anche ad evitare che si desse fuoco, come era accaduto le notti precedenti, alle case dei gabellieri. Il giorno dopo, l'11 luglio, accompagnò Masaniello e l'eletto del popolo Francesco Antonio Arpaja dal viceré, cavalcando con i due dalla Basilica del Carmine a Palazzo Reale tra la folla esultante.
Filomarino mostrò tutta la benevolenza e l'ammirazione che nutriva per Masaniello, scrivendo al papa queste parole:
Continuò elogiando la considerazione che il capopopolo aveva per i suoi consigli, permettendo così la veloce conclusione dei negoziati:
Il 13 luglio il duca d'Arcos giurò solennemente sui capitoli del privilegio in una fastosa cerimonia nel Duomo di Napoli. Dopo la ratifica del privilegio, Masaniello si attirò l'odio dei suoi stessi sostenitori, ed in città si diffuse la voce che fosse impazzito. Il 16 luglio, mentre il cardinale celebrava la messa in onore della Madonna del Carmine nella Basilica consacrata alla Vergine, Masaniello, consapevole di essere stato tradito e di essere prossimo ad una morte violenta, irruppe nella chiesa interrompendo la celebrazione. Pregò l'arcivescovo di poter partecipare alla tradizionale cavalcata in onore della Vergine con lui, il viceré, il Collaterale e gli altri ministri. Salito poi sul pulpito, il capopopolo tenne il suo ultimo discorso e si denudò. Filomarino lo affidò alle cure dei frati e lo fece portare in una cella del convento, ma qui fu raggiunto dai sicari, ucciso ed infine decapitato.
Lo stesso giorno, il cardinale prese le distanze da Masaniello, e giustificandone l'assassinio scrisse:
Nella stessa lettera racconta di essersi recato nell'arcivescovado con il duca d'Arcos, per rendere grazie dell'uccisione del capopopolo alla Madonna del Carmine:
Nei giorni successivi, un aumento del prezzo del pane, provocò la riabilitazione di Masaniello, ed i popolani chiesero al cardinale di celebrarne il funerale. Filomarino accettò, descrivendo così l'evento:

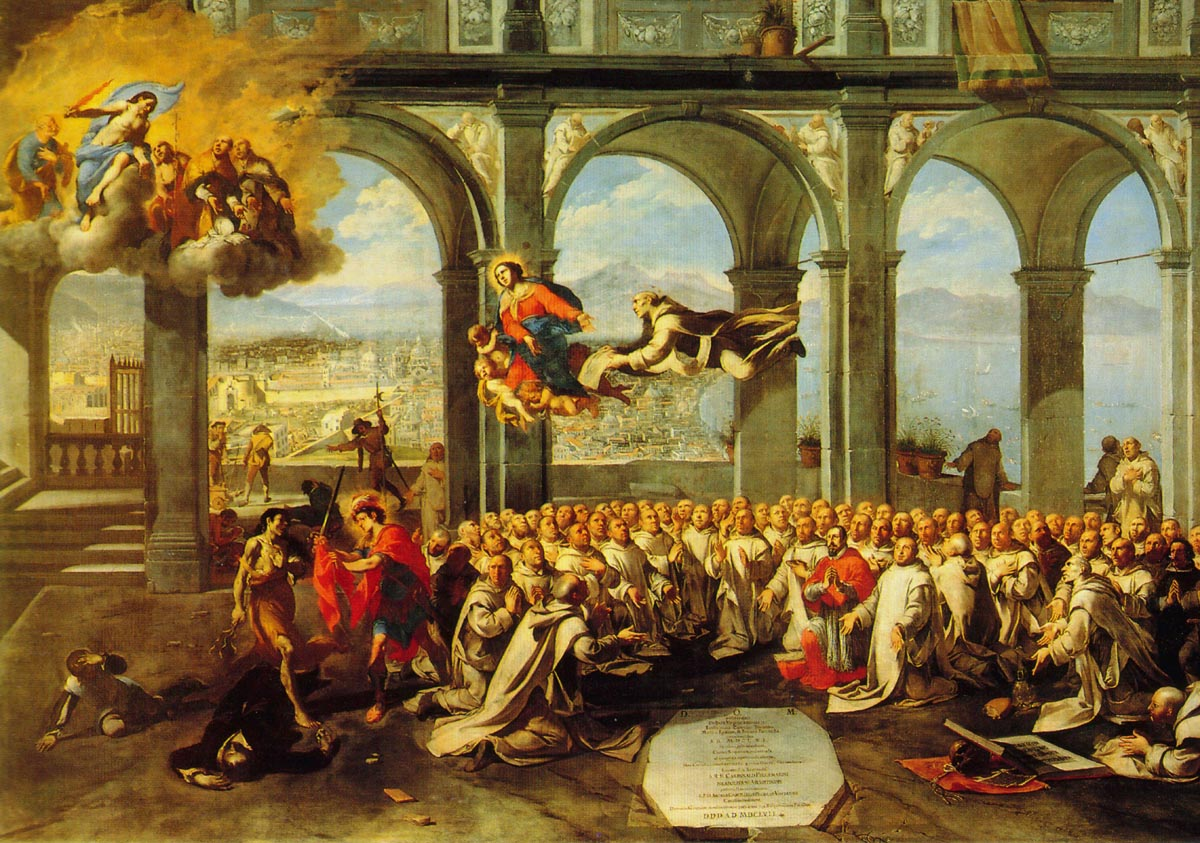
Micco Spadaro, Rendimento di grazie dopo la peste, 1657, Museo di San Martino. Tra i religiosi che pregano è visibile il cardinale Filomarino.

La rivolta continuò sotto la guida dell'armaiolo Gennaro Annese e del duca Enrico II di Guisa, nobile francese che rivendicava il trono di Napoli. Il 17 dicembre l'arcivescovo celebrò nel Duomo il giuramento di fedeltà del duca di Guisa alla città. Fu proclamata la Real Repubblica Napoletana che ebbe vita fino all'aprile 1648, quando don Giovanni d'Austria, figlio naturale di Filippo IV di Spagna, si impadronì della città. Il cardinale Filomarino svolse ancora il ruolo di mediatore, trattando con don Giovanni d'Austria la capitolazione di Gennaro Annese che, asserragliatosi nel Castello del Carmine, si arrese solo dopo che gli fu promessa la grazia.
Filomarino morì il 3 novembre 1666 e fu seppellito nel Duomo di Napoli.

## Protettore delle arti
Il cardinale fu un grande estimatore del Classicismo italiano. Possedeva numerose opere di Annibale Carracci, Domenichino, Francesco Albani, Giovanni Lanfranco e Guido Reni. Apprezzava anche la scuola francese e quella fiamminga collezionando quadri di Nicolas Poussin, Simon Vouet, Valentin de Boulogne, e sculture di François Duquesnoy. La sua enorme collezione, le cui opere sono oggi disperse nei musei di tutto il mondo comprendeva anche dipinti di Caravaggio, Artemisia Gentileschi e del Cavalier d'Arpino. Commissionò il restauro di diversi edifici di Napoli, tra cui quello del Palazzo Arcivescovile ad opera di Bonaventura Presti. Numerose opere d'arte nella Chiesa dei Santi Apostoli, furono commissionate dal cardinale. Nella chiesa è presente inoltre l'altare Filomarino, costruito a Roma da Francesco Borromini per volere del porporato napoletano.

## Genealogia episcopale
La genealogia episcopale è:
- Cardinale Guillaume d'Estouteville, O.S.B.Clun.
- Papa Sisto IV
- Papa Giulio II
- Cardinale Raffaele Riario
- Papa Leone X
- Papa Paolo III
- Cardinale Francesco Pisani
- Cardinale Alfonso Gesualdo
- Papa Clemente VIII
- Cardinale Pietro Aldobrandini
- Cardinale Laudivio Zacchia
- Cardinale Antonio Barberini, O.F.M.Cap.
- Cardinale Ascanio Filomarino